# 룰루 윌슨
룰루 윌슨(영어: Lulu Wilson, 2005년 10월 7일 ~ )은 미국의 배우이다. 《위자: 저주의 시작》에서 도리스 잰더 역, 《애나벨: 인형의 주인》에서 린다 역으로 잘 알려져 있다.

## 출연 작품
- 벡키 - 벡키 역